# نیکیتا دوتا
نیکیتا دوتا (به انگلیسی: Nikita Dutta) (زاده ۱۳ نوامبر ۱۹۹۰) بازیگر، مدل هندی است.
از کارهای معروف او می‌توان به بازی در فیلم طلا، داستان شهوت، ماسکا، دیبوک، کبیر سینگ و شورش اشاره کرد.
او در سال ۲۰۱۲ در مسابقه ملکه زیبایی هند به فینال رسید.